# Hydropsyche diktynna
Hydropsyche diktynna là một loài Trichoptera trong họ Hydropsychidae. Loài này có ở Trung Quốc.